# Casa Cecília Reig
La Casa Cecília Reig és un edifici del municipi de la Garriga (Vallès Oriental) inclòs en l'Inventari del Patrimoni Arquitectònic de Catalunya.

## Descripció
És un edifici civil, un habitatge unifamiliar entre parets mitgeres. Consta de soterrani, planta baixa i pis. Es troba assentada damunt un sòcol de maçoneria rematat per una faixa de rajoles quadriculades de color blau i groc. Hi ha una imposta de ceràmica a les obertures de la planta baixa. A les llindes s'inicien i desenvolupen orgànicament les mènsules que suporten el balcó. El remat de façana està format per quatre medallons amb cintes verticals que s'uneixen a la llinda de les obertures formant una unitat formal. Al centre dels quatre medallons hi ha esgrafiats amb dibuixos de tema floral.